# Scorpaena neglecta
Scorpaena neglecta — риба родини скорпенових. Зустрічається в водах Індо-Вест-Пацифіки: Австралія, Корея, Китай, Тайвань, Японії.. Морська субтропічна демерсальна риба, сягає 37,5 см довжини.